# Idiocracy
Idiocracy és una comèdia del 2006 dirigida per Mike Judge.
L'estrena de la pel·lícula va crear controvèrsia perquè la productora no en va fer publicitat i la va estrenar als Estats Units amb una distribució mínima. Probablement, es va deure al fet que el film tracta sobre la disgenèsia, un enfocament que alguns consideren racista.

## Argument
Joe Bauers, un tipus corrent, i una prostituta són hibernats per a un experiment militar. No són descongelats fins que, per accident, es desperten cinc-cents anys després en un món en què la selecció natural no ha afavorit els éssers més intel·ligents, sinó que es reprodueixen més els de poca saviesa. Això ha donat com a resultat una humanitat idiota, ignorant i retardada, de manera que en Joe esdevé l'home més intel·ligent del planeta.

## Repartiment
- Luke Wilson: Joe Bauers
- Maya Rudolph: Rita
- Dax Shepard: Frito
- Terry Crews: president Camacho
- Anthony 'Citric' Campos: secretari de Defensa
- David Herman: secretari d'Estat
- Sonny Castillo: fiscal
- Kevin McAfee: Bailiff
- Robert Musgrave: sergent Keller
- Michael McCafferty: oficial Collins
- Christopher Ryan: tècnic de l'hospital
- Justin Long: Doctor
- Heath Jones: Policia núm. 1

## Crítica
- "Poques comèdies americanes recents burxen amb tanta pertinència en l'estat (i l'avenir) de la nostra cultura globalitzada."[2]